# Coppa Italia 2015/2016
Pohárový ročník Coppa Italia 2015/2016 byl 69. ročník italského poháru. Soutěž začala 2. srpna 2015 a skončila 21. května 2016. Zúčastnilo se jí 78 klubů.
Obhájce z minulého ročníku byl klub Juventus FC.

## Zúčastněné kluby v tomto ročníku
|  | Kluby ze Serie A |
|  | Kluby ze Serie B |
|  | Kluby z Lega Pro |
|  | Kluby ze Serie D |

| Hrají od osmifinále Kluby ze Serie A | Hrají od 3. kola Kluby ze Serie A | Hrají od 2. kola Kluby ze Serie B a z Lega Pro | Hrají od 1. kola Kluby ze Serie B, z Lega Pro a ze Serie D |
| ------------------------------------ | --------------------------------- | ---------------------------------------------- | ---------------------------------------------------------- |
| SS Lazio                             | Turín FC                          | US Latina Calcio                               | US Alessandria Calcio 1912                                 |
| ACF Fiorentina                       | AC Milán                          | Spezia Calcio                                  | Società Sportiva Juve Stabia                               |
| AS Řím                               | US Città di Palermo               | AS Livorno Calcio                              | Bassano Virtus 55 Soccer Team                              |
| SSC Neapol                           | US Sassuolo Calcio                | SS Teramo Calcio                               | Feralpisalò                                                |
| FC Inter Milán                       | Hellas Verona FC                  | Novara Calcio                                  | US Lecce                                                   |
| Janov CFC                            | AC ChievoVerona                   | Vicenza Calcio                                 | S.P.A.L. 2013                                              |
| UC Sampdoria                         | Empoli FC                         | US Salernitana 1919                            | SS Matera Calcio                                           |
| Juventus FC                          | Udinese Calcio                    | FC Bari 1908                                   | AC Reggianna 1919                                          |
|                                      | Atalanta BC                       | Modena FC                                      | Casertana FC                                               |
|                                      | Carpi FC 1909                     | US Avellino 1912                               | Benevento Calcio                                           |
|                                      | Frosinone Calcio                  | AC Perugia Calcio                              | Foggia Calcio                                              |
|                                      | Bologna FC 1909                   | Delfino Pescara 1936                           | AC Pisa 1909                                               |
|                                      |                                   | Calcio Catania                                 | Ascoli Picchio FC 1898                                     |
|                                      |                                   | AC Cesena                                      | L'Aquila Calcio 1927                                       |
|                                      |                                   | Crotone FC                                     | AS Cittadella                                              |
|                                      |                                   | Ternana Calcio                                 | US Ancona 1905                                             |
|                                      |                                   | SS Virtus Lanciano 1924                        | Brescia Calcio                                             |
|                                      |                                   | FC Pro Vercelli 1892                           | AC Pavia                                                   |
|                                      |                                   | Trapani Calcio                                 | USD Poggibonsi                                             |
|                                      |                                   | Cagliari Calcio                                | US Cremonese                                               |
|                                      |                                   | Virtus Entella                                 | SSD Viterbese Castrense                                    |
|                                      |                                   | Calcio Como                                    | SSD Potenza Calcio                                         |
|                                      |                                   |                                                | SS Arezzo                                                  |
|                                      |                                   |                                                | Cosenza Calcio                                             |
|                                      |                                   |                                                | US Sestri Levante                                          |
|                                      |                                   |                                                | AS Lucchese Libertas 1905                                  |
|                                      |                                   |                                                | AC Tuttocuoio 1957                                         |
|                                      |                                   |                                                | Calcio Lecco 1912                                          |
|                                      |                                   |                                                | AC Delta Calcio Rovigo SSD                                 |
|                                      |                                   |                                                | FC Südtirol                                                |
|                                      |                                   |                                                | ASD SS Rende                                               |
|                                      |                                   |                                                | Catanzaro Calcio 2011                                      |
|                                      |                                   |                                                | Alma Juventus Fano 1906                                    |
|                                      |                                   |                                                | US Città di Pontedera                                      |
|                                      |                                   |                                                | AS Melfi                                                   |
|                                      |                                   |                                                | AltoVicentino                                              |

## Zápasy

### 1. kolo
Zápasy byly na programu 2. srpna 2015.
Poznámky
|  | Postup do dalšího kola |

| Domácí                        | Výsledek      | Hosté                      |
| ----------------------------- | ------------- | -------------------------- |
| L'Aquila Calcio 1927          | 2:0           | SS Arezzo                  |
| AS Cittadella                 | 15:0          | SSD Potenza Calcio         |
| SS Matera Calcio              | 0:1           | FC Südtirol                |
| S.P.A.L. 2013                 | 1:0           | ASD SS Rende               |
| US Lecce                      | 0:0 (3:2 pen) | Catanzaro Calcio 2011      |
| Benevento Calcio              | 0:1           | AC Tuttocuoio 1957         |
| Foggia Calcio                 | 2:1 (prodl)   | AS Lucchese Libertas 1905  |
| AC Pavia                      | 3:0           | USD Poggibonsi             |
| AC Pisa 1909                  | 4:0           | US Sestri Levante          |
| Brescia Calcio                | 0:0 (4:3 pen) | US Cremonese               |
| Casertana FC                  | 1:0 (prodl)   | Calcio Lecco 1912          |
| Società Sportiva Juve Stabia  | 2:0           | AS Melfi                   |
| US Alessandria Calcio 1912    | 2:0           | AltoVicentino              |
| AC Reggianna 1919             | 3:0           | AC Delta Calcio Rovigo SSD |
| Feralpisalò                   | 5:1           | Alma Juventus Fano 1906    |
| Bassano Virtus 55 Soccer Team | 2:1           | US Città di Pontedera      |
| Ascoli Picchio FC 1898        | 1:2           | Cosenza Calcio             |
| SSD Viterbese Castrense       | 0:2           | US Ancona 1905             |

### 2. kolo
Zápasy byly na programu 8. - 10. srpna 2015.
| Domácí                  | Výsledek      | Hosté                         |
| ----------------------- | ------------- | ----------------------------- |
| Novara Calcio           | 5:0           | L'Aquila Calcio 1927          |
| SS Teramo Calcio        | 0:2           | AS Cittadella                 |
| Delfino Pescara 1936    | 2:0           | FC Südtirol                   |
| Calcio Catania          | 3:0 (kont.)   | S.P.A.L. 2013                 |
| AC Cesena               | 4:0           | US Lecce                      |
| Modena FC               | 3:0           | Tuttocuoio                    |
| Trapani Calcio          | 1:0           | Calcio Como                   |
| Cagliari Calcio         | 5:0           | Virtus Entella                |
| FC Bari 1908            | 1:2           | Foggia Calcio                 |
| US Latina Calcio        | 1:4           | AC Pavia                      |
| US Salernitana 1919     | 1:0           | AC Pisa 1909                  |
| Spezia Calcio           | 1:0           | Brescia Calcio                |
| US Avellino 1912        | 3:0           | Casertana FC                  |
| SS Virtus Lanciano 1924 | 0:2           | Società Sportiva Juve Stabia  |
| FC Pro Vercelli 1892    | 1:2           | US Alessandria Calcio 1912    |
| AC Perugia Calcio       | 3:1           | AC Reggianna 1919             |
| FC Crotone              | 1:0           | Feralpisalò                   |
| Ternana Calcio          | 2:0           | Bassano Virtus 55 Soccer Team |
| Vicenza Calcio          | 1:1 (4:2 pen) | Cosenza Calcio                |
| AS Livorno Calcio       | 2:0           | US Ancona 1905                |

### 3. kolo
Zápasy byly na programu 14. - 20. srpna 2015.
| Domácí                     | Výsledek      | Hosté                        |
| -------------------------- | ------------- | ---------------------------- |
| UdineseCalcio              | 3:0           | Novara Calcio                |
| Atalanta BC                | 3:0           | AS Cittadella                |
| Turín FC                   | 4:1           | Delfino Pescara 1936         |
| Calcio Catania             | 1:4           | AC Cesena                    |
| US Sassuolo Calcio         | 2:0           | Modena FC                    |
| Trapani Calcio             | 1:1 (2:4 pen) | Cagliari Calcio              |
| Hellas Verona FC           | 3:1           | Foggia Calcio                |
| Bologna FC 1909            | 0:1           | AC Pavia                     |
| AC ChievoVerona            | 0:1           | US Salernitana 1919          |
| Frosinone Calcio           | 0:0 (5:6 pen) | Spezia Calcio                |
| US Città di Palermo        | 2:1           | US Avellino 1912             |
| US Alessandria Calcio 1912 | 1:0           | Società Sportiva Juve Stabia |
| AC Milán                   | 2:0           | AC Perugia Calcio            |
| FC Crotone                 | 1:0           | Ternana Calcio               |
| Empoli FC                  | 0:1           | Vicenza Calcio               |
| Carpi FC 1909              | 2:0 (prodl)   | AS Livorno Calcio            |

### 4. kolo
Zápasy byly na programu 1. - 3. prosince 2015.
| Domácí              | Výsledek    | Hosté                      |
| ------------------- | ----------- | -------------------------- |
| Udinese Calcio      | 3:1         | Atalanta BC                |
| Turín FC            | 4:1         | AC Cesena                  |
| US Sassuolo Calcio  | 0:1         | Cagliari Calcio            |
| Hellas Verona FC    | 1:0         | AC Pavia                   |
| Spezia Calcio       | 2:0         | US Salernitana 1919        |
| US Città di Palermo | 2:3         | US Alessandria Calcio 1912 |
| AC Milán            | 3:1 (prodl) | FC Crotone                 |
| Carpi FC 1909       | 2:1         | Vicenza Calcio             |

### Osmifinále
Zápasy byly na programu 15. - 17. prosince 2015.
| Domácí         | Výsledek      | Hosté                      |
| -------------- | ------------- | -------------------------- |
| SS Lazio       | 2:1           | Udinese Calcio             |
| Juventus FC    | 4:0           | Turín FC                   |
| FC Inter Milán | 3:0           | Cagliari Calcio            |
| SSC Neapol     | 3:0           | Hellas Verona FC           |
| AS Řím         | 0:0 (2:4 pen) | Spezia Calcio              |
| Janov CFC      | 1:2 (prodl)   | US Alessandria Calcio 1912 |
| UC Sampdoria   | 0:2           | AC Milán                   |
| ACF Fiorentina | 0:1           | Carpi FC 1909              |

### čtvrtfinále
Zápasy byly na programu 13. - 20. ledna 2016.
| Domácí        | Výsledek | Hosté                      |
| ------------- | -------- | -------------------------- |
| SS Lazio      | 0:1      | Juventus FC                |
| SSC Neapol    | 0:2      | FC Inter Milán             |
| Spezia Calcio | 1:2      | US Alessandria Calcio 1912 |
| AC Milán      | 2:1      | Carpi FC 1909              |

### semifinále
Zápasy č. 1 byly na programu 26. - 27. února 2016, zápasy č. 2 byly na programu 1. - 2. března 2016.
| Domácí                     | Výsledek č. 1 | Výsledek č. 2 | Hosté          |
| -------------------------- | ------------- | ------------- | -------------- |
| Juventus FC                | 3:0           | 0:3 (5:3 pen) | FC Inter Milán |
| US Alessandria Calcio 1912 | 0:1           | 0:5           | AC Milán       |

### Finále
| 21. 5. 2016 20:45 CEST |               |                    |                                                                       |
| AC Milán               | 0 : 1 (prodl) | Juventus FC        | Stadio Olimpico, Řím, Itálie diváci: 67 123 rozhodčí: Gianluca Rocchi |
|                        |               | Álvaro Morata 110' | Stadio Olimpico, Řím, Itálie diváci: 67 123 rozhodčí: Gianluca Rocchi |

## Vítěz
| Coppa Italia 2015/16 Juventus FC (11. titul) |